# Minischack
Minischack är en samlingsbeteckning på flera schackvarianter med vanliga schackpjäser och schackregler, men som spelas på ett mindre schackbräde, därav namnet, oftast med storlekar som 3x3=9, 4x4=16, 4x5=20, 5x5=25, 6x6=36 och 8x6=48 rutor, till skillnad från vanligt schack som spelas på ett schackbräde med 8x8=64 rutor.